# Stokesley
Stokesley est une ville de marché et une paroisse civile du Yorkshire du Nord, en Angleterre.